# Komorebi no Rosette
Komorebi no Rosette (jap. 木漏れ日の花冠 Komorebi no Rozetto) – siódmy album studyjny japońskiej piosenkarki Yukari Tamury, wydany 4 lutego 2009. Utwór Cherry Kiss został wykorzystany w rozpoczęciach programu radiowego Tamura Yukari no Itazura Kuro Usagi (jap. 田村ゆかりのいたずら黒うさぎ), a Hoshi furu yume de aimashō użyto w jego zakończeniach. UtwórHitohira no koi został użyty w rozpoczęciach programu Kissa Kuro Usagi ~Himitsu no Kobeya~ (jap. 喫茶 黒うさぎ〜秘密の小部屋〜). Album osiągnął 8 pozycję w rankingu Oricon, sprzedał się w nakładzie 19 138 egzemplarzy.

## Lista utworów
| Nr  | Tytuł                                                                        | Słowa            | Kompozycja        | Aranżacja         | Czas |
| --- | ---------------------------------------------------------------------------- | ---------------- | ----------------- | ----------------- | ---- |
| 1.  | "Koi no Ageha" (jap. 恋のアゲハ)                                             | Mika Watanabe    | Masatomo Ōta      | Masatomo Ōta      |      |
| 2.  | "Ange Passe" (jap. アンジュ・パッセ Anju Passe)                              | Manami Fujino    | Kazunori Watanabe | Kazunori Watanabe |      |
| 3.  | "Puppy Love" (jap. パピィラヴ Papyi Ravu)                                    | Manami Fujino    | Takeshi Isozaki   | Ryōsei Kawabata   |      |
| 4.  | "Bambino Bambina (Flower Mode)" (jap. バンビーノ・バンビーナ（Flower mode）) | Manami Fujino    | Masatomo Ōta      | Masatomo Ōta      |      |
| 5.  | "Etrange" (jap. エトランゼ Etoranze)                                         | Manami Fujino    | Masatomo Ōta      | Masatomo Ōta      |      |
| 6.  | "Luminous Party"                                                             | MIZUE            | SHIBU             | h-wonder          |      |
| 7.  | "Kiss away ~Maboroshi no mori~" (jap. Kiss away〜幻の森〜)                   | Mika Watanabe    | Toshimichi Tsuge  | Toshimichi Tsuge  |      |
| 8.  | "Tomorrow (Crown edit)"                                                      | Natsumi Watanabe | Kōsuke Noma       | Masatomo Ōta      |      |
| 9.  | "Nageki no oka" (jap. 嘆きの丘)                                              | Mika Watanabe    | Masatomo Ōta      | Masatomo Ōta      |      |
| 10. | "Shooting Star"                                                              | Uran             | Kōhei Yokono      | Kōhei Yokono      |      |
| 11. | "Cherry Kiss"                                                                | Manami Fujino    | Masatomo Ōta      | Masatomo Ōta      |      |
| 12. | "Hitohira no koi" (jap. ひとひらの恋)                                        | marhy            | marhy             | Masatomo Ōta      |      |
| 13. | "Hoshi furu yume de aimashō" (jap. 星降る夢で逢いましょう)                   | Manami Fujino    | Masatomo Ōta      | Masatomo Ōta      |      |